# Nordea Nordic Light Open 2005
Il Nordea Nordic Light Open 2005  è stato un torneo di tennis giocato sul cemento. È stata la 4ª edizione del Nordea Nordic Light Open, che fa parte della categoria Tier IV nell'ambito del WTA Tour 2005. Si è giocato a Stoccolma in Svezia, dall'8 al 14 agosto 2005.

## Campioni

### Singolare
Katarina Srebotnik ha battuto in finale  Anastasija Myskina con il punteggio di 7–5, 6–2

### Doppio
Émilie Loit /  Katarina Srebotnik hanno battuto in finale  Eva Birnerová /  Mara Santangelo con il punteggio di 6–4, 6–3